# Michael Zeisberg
Michael Zeisberg (* 1971 in Hamburg) ist ein deutscher Mediziner und Hochschullehrer. Er ist Spezialist für Nephrologie.

## Leben
Zeisberg spielte als Jugendlicher Basketball beim SC Rist Wedel, wurde 1988 mit dem Verein deutscher Meister der B-Jugend und wurde in die Jugend-Nationalmannschaft berufen. Ende der 1980er und zu Beginn der 1990er Jahre spielte er für den Verein auch in der 2. Basketball-Bundesliga.
Er studierte in Hamburg und Göttingen Humanmedizin, 2000 schloss er an der Georg-August-Universität Göttingen seine Doktorarbeit zum Thema „Die Bedeutung des Basic Fibroblast Growth Factors bei der renalen Fibrogenese“ ab. Nach seiner Promotion arbeitete Zeisberg an der Uni Göttingen unter Gerhard Anton Müller in der Abteilung Nephrologie und Rheumatologie des Bereichs Humanmedizin. Ab Januar 2001 war er an der Harvard Medical School in Boston (Vereinigte Staaten) tätig und dort von 2006 bis 2010 Assistenzprofessor sowie Arbeitsgruppenleiter.
Im November 2001 wurde ihm für seine Promotionsschrift der mit 5.000 DM dotierte Georg-Haas-Preis der Deutschen Dialysegesellschaft niedergelassener Dialyseärzte e.V. verliehen. 2004 wurde Zeisberg mit dem Preis für Medizinische Grundlagenforschung ausgezeichnet.
2009 wurde Zeisberg auf eine Professur für Experimentelle Nephrologie an der Klinik für Nephrologie und Rheumatologie der Universitätsmedizin Göttingen berufen.
2011 erhielt Zeisberg für eine Arbeit über die Rolle von epigenetischen Veränderungen bei der Progression der chronischen Niereninsuffizienz den Bernd-Tersteegen-Preis des Verbandes Deutsche Nierenzentren (DN). 2012 wurde der Nierenspezialist für eine Arbeit über die Behandlung des Nierenfunktionsverlustes mit dem Franz-Volhard-Preis der Deutschen Gesellschaft für Nephrologie ausgezeichnet. 2017 wurde er geschäftsführender Oberarzt der Klinik für Nephrologie und Rheumatologie der Universitätsmedizin Göttingen. Im September 2020 übernahm er an der Universitätsmedizin Göttingen den Lehrstuhl für Nephrologie und wurde als Nachfolger von Gerhard Anton Müller Leiter der Klinik für Nephrologie und Rheumatologie.